# Blaufarbenwerk Zschopenthal

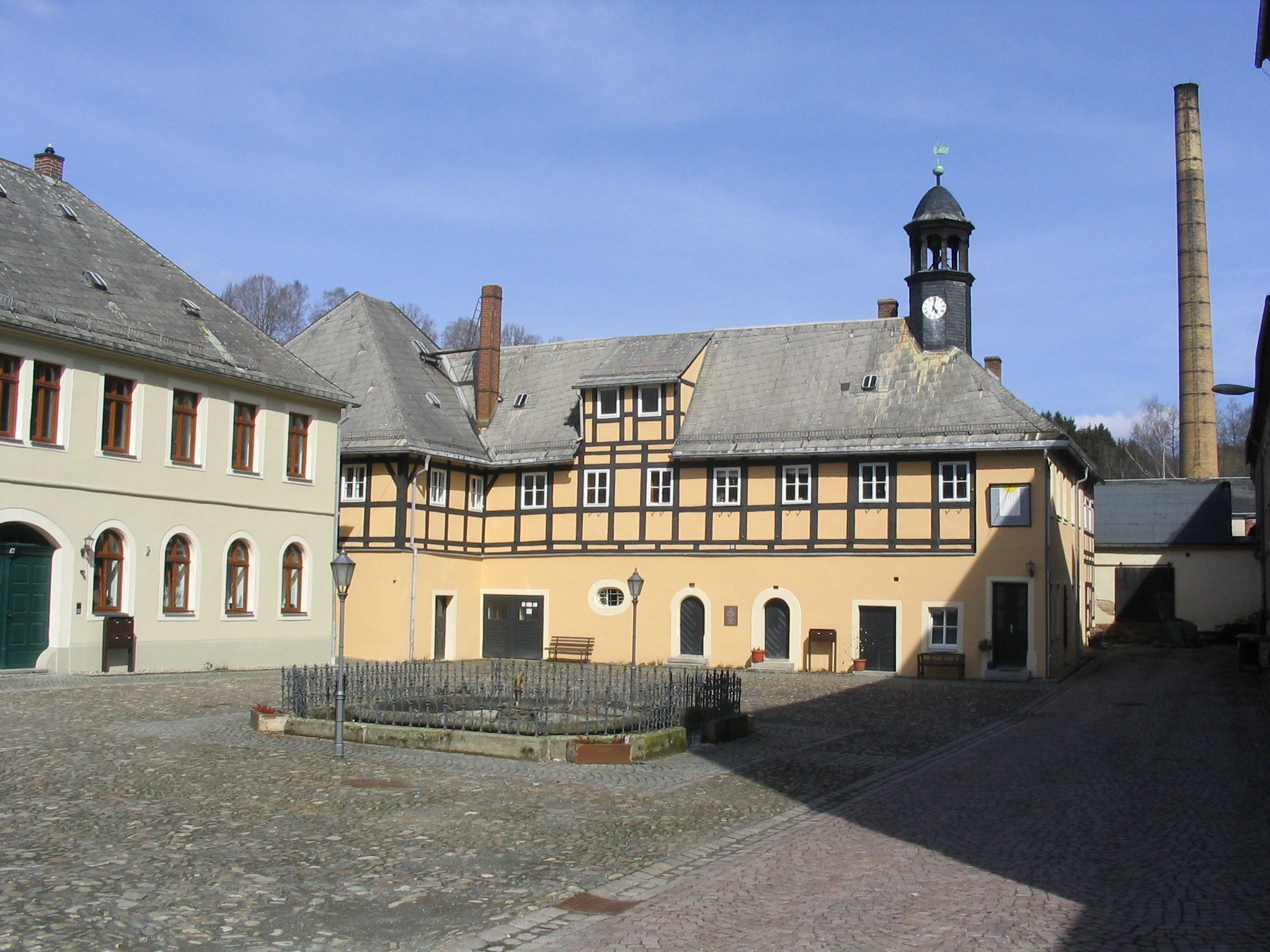
Blaufarbenwerk Zschopenthal

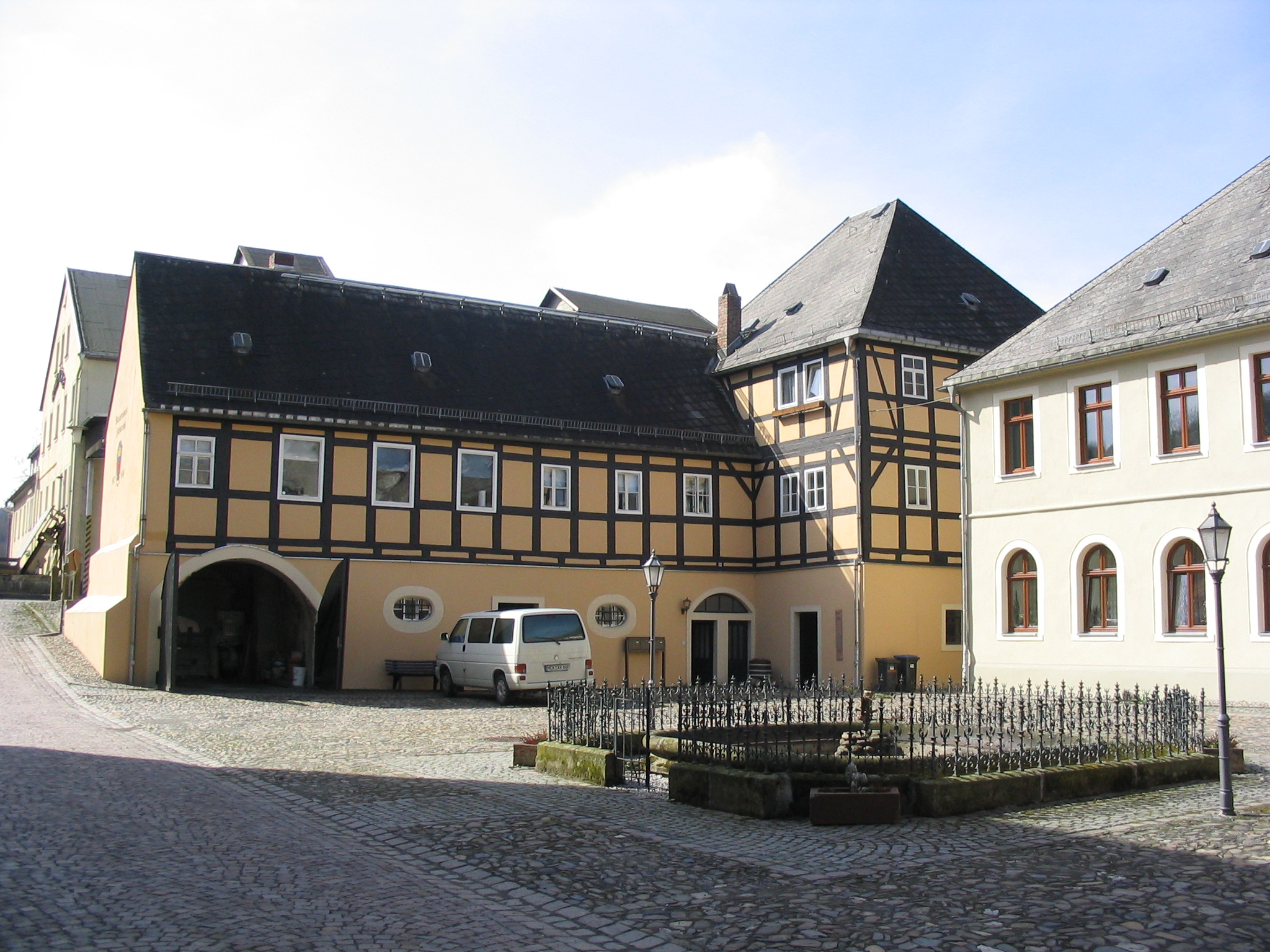
Blaufarbenwerk Zschopenthal, Stallgebäude

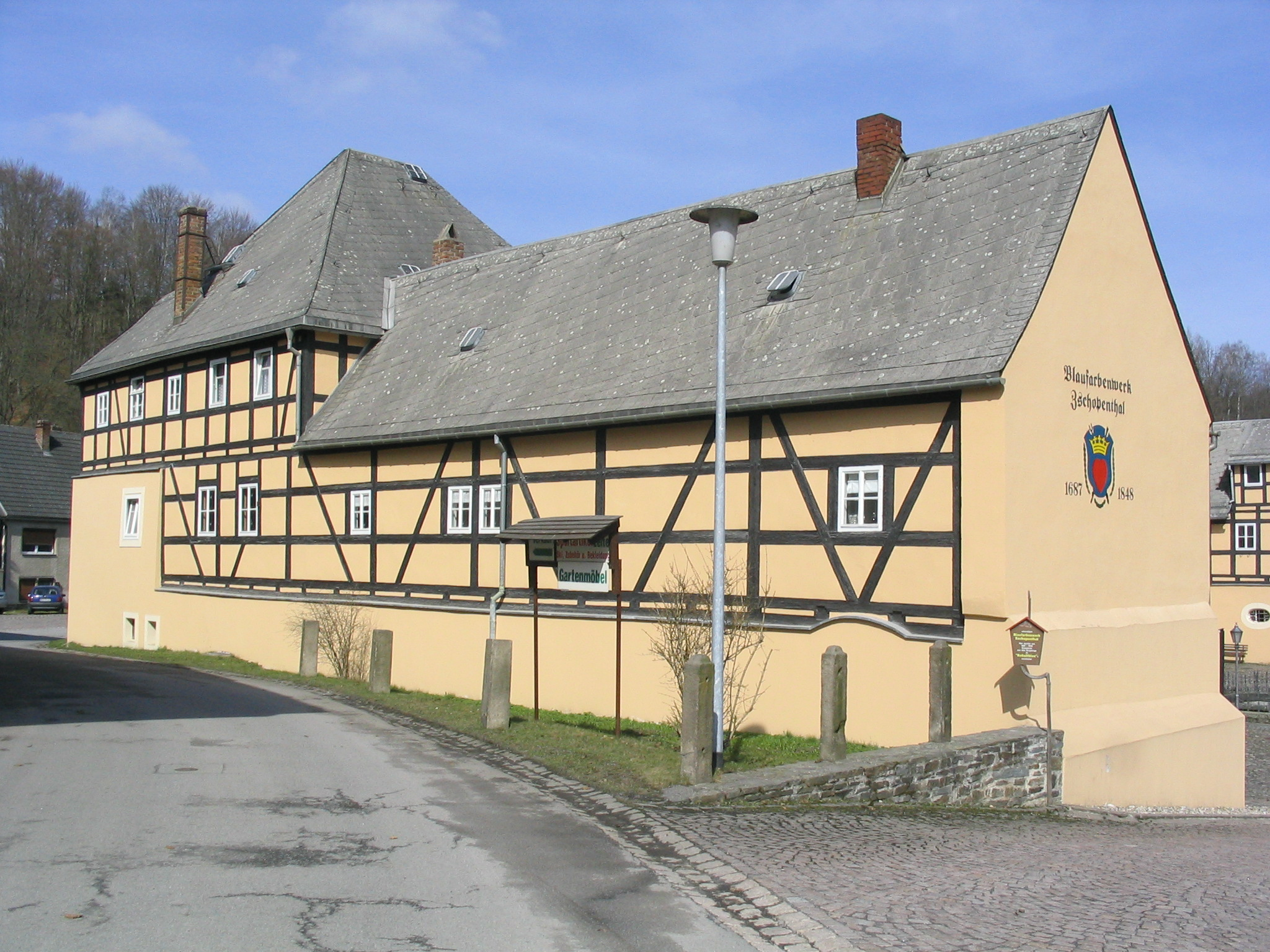
Blaufarbenwerk Zschopenthal, vom Eingang aus gesehen

Das Blaufarbenwerk Zschopenthal war ein Werk zur Herstellung von blauer Glasfarbe im zur Gemeinde Grünhainichen gehörenden Ort Zschopenthal.

## Geschichte
Das Zschopenthaler Blaufarbenwerk war im Jahr 1649 von dem Leipziger Kaufmann Sebastian Oehme an der Sehma bei Annaberg gegründet worden. Am 11. April 1685 erging der kurfürstliche Beschluss über die Verlegung des Oehmeschen Blaufarbenwerkes auf das Gelände des Zschopenthaler Hammerwerkes. Probleme bei der Brennholzbeschaffung hatten den Mitinhaber Bergrat Caspar Sigismund von Berbisdorf 1684 veranlasst, die Verlegung nach Zschopenthal zu beantragen, wo er bereits einen Eisenhammer und das benötigte Baugelände in Zschopenthal besaß. 1689 wird von einem Blechhammer berichtet, der Herdplatten fertigte. 1692 wurde dieses Werk nach Neunzehnhain verlegt.
1687 begann die Herstellung des blauen Kobaltfarbmehls, das zur Bemalung von Porzellan und Keramik genutzt wurde. Der Überlieferung zufolge exportierte von Berbisdorf es nach Delft und Venedig. Das Blaufarbenwerk besaß eine eigene Gerichtsbarkeit und verfügte über eine eigene Schule.
Am 11. Dezember 1848 gründeten die drei Blaufarbenwerke Schindler, Niederpfannenstiel und Zschopenthal den Sächsischen-Privat-Blaufarbenwerk-Verein. In der Folge wurde die Blaufarbenproduktion in Niederpfannenstiel konzentriert. Das Werk in Zschopenthal wurde 1850 geschlossen und 1855 in Schindlerswerk die Produktion von Kobaltblau zugunsten des auf synthetischer Basis produzierten Ultramarin eingestellt.
Die Leitung des Blaufarbenwerks lag drei Generationen lang bei der Familie des Chemikers Clemens Winkler: Urgroßvater Christian Heinrich Winkler, Großvater (August Fürchtegott Winkler) und Vater (Kurt Alexander Winkler).
Bereits 1848 erwarb der Zschopauer Webermeister Johann Gottlieb Wunderlich den gesamten Werkkomplex und baute ihn in eine für damalige Zeiten hochmoderne Weberei um.
Die Gebäude des früheren Blaufarbenwerkes sind weitestgehend erhalten und werden seit einigen Jahren in bescheidenem Umfang als Industriedenkmal gepflegt.
Die alte Industrieanlage besteht aus dem dreigeschossigen Fabrikgebäude mit Kreuzgewölbe im Erdgeschoss, dessen Portal mit der Jahreszahl 1687 gekennzeichnet ist, dem Fachwerkgebäude mit Türmchen, Glocke und Wetterfahne von 1719, dem  Stallgebäude und dem massiven, zweigeschossigen Herrenhaus mit Walmdach.

## Gegenwart
Die Tradition der Blaufarbenwerker wird seit einigen Jahren durch die Gruppe Hüttenknappschaft Zschopenthal des Heimatvereins Waldkirchen gepflegt.